# Mustapha Bekkouche
Mustapha Bekkouche, né le 2 novembre 1930 à Batna en Algérie, est un militant révolutionnaire et écrivain algérien. 

## Biographie
Il fut dès son jeune âge militant du PPA MTLD et il est membre-fondateur de l'Organisation spéciale (l'OS). Dans son livre Journal d'un oublié,, il raconte son itinéraire. Aussi, il a écrit  également Message d'outre-tombe et autres nouvelles. Il connaîtra les geôles de Constantine, Barberousse et Berrouaghia. Il y est torturé. Après sa libération, il gagnera le maquis de Annaba. Gravement blessé lors d´un accrochage, il est arrêté et interné dans un camp de prisonniers.  Il fut victime d'une "corvée de bois" dans le camp de concentration de Katina, près d'El Milia, dans la région de Jijel. Il mourut à 30 ans, son corps n'a jamais été retrouvé. Son dernier signe de vie fut une lettre envoyée à sa famille le 2 novembre 1960, annonçant son exécution prochaine. Il laissa une femme et trois enfants en bas âge.
Ses ouvrages sont publiés à titre posthume.